# Џени Колган
Џени Колган (Прествик, 14. септембар 1972) је шкотска списатељица романтичне комедије и научне фантастике. Писала је за линију прича Доктор Ху. Користи псеудониме Џејн Битон и Ј.Т. Колган, али пише и под својим именом.
Освојила је награду романтични роман године 2013. за роман „Добродошли у посластичарницу снова Рози Хопкинс”. И награду удружења романописаца 2018. године.

## Биографија
Џени Колган је рођена 14. септембра 1972. године у Прествику, Ершир, Шкотска. Студирала је на Универзитету у Единбургу и радила је шест година у здравственој служби, цртајући стрипове и као стенд-ап комичар.Удата је за Ендруа, поморског инжењера, и има троје дјеце, Воласа, Мајкла-Френсиса и Делфи. Своје вријеме проводи путовајући на релацији Француска - Лондон. Године 2000. објавила је свој први роман, романтичну комедију „Амандино вјенчање”.  Године 2004. објављена је збирка кратких прича „Шкотске дјевојке о граду: И шеснаест других шкотских ауторки”. Девар је изабран са Ислом Девар и Мјуриел Греј да се појаве на насловној страни. Године 2013. њен роман „Добродошли у посластичарницу снова Рози Хопкинс” освојио је награду за романтични роман године коју је додијелило Удружење романтичарских романописаца
У јулу 2012. објављен је њен роман „Доктор Ху” под именом Ј. Т. Колган